# Lincoln County (Colorado)
Lincoln County is een county in de Amerikaanse staat Colorado.
De county heeft een landoppervlakte van 6.698 km² en telt 6.087 inwoners (volkstelling 2000). De hoofdplaats is Hugo.

## Bevolkingsontwikkeling

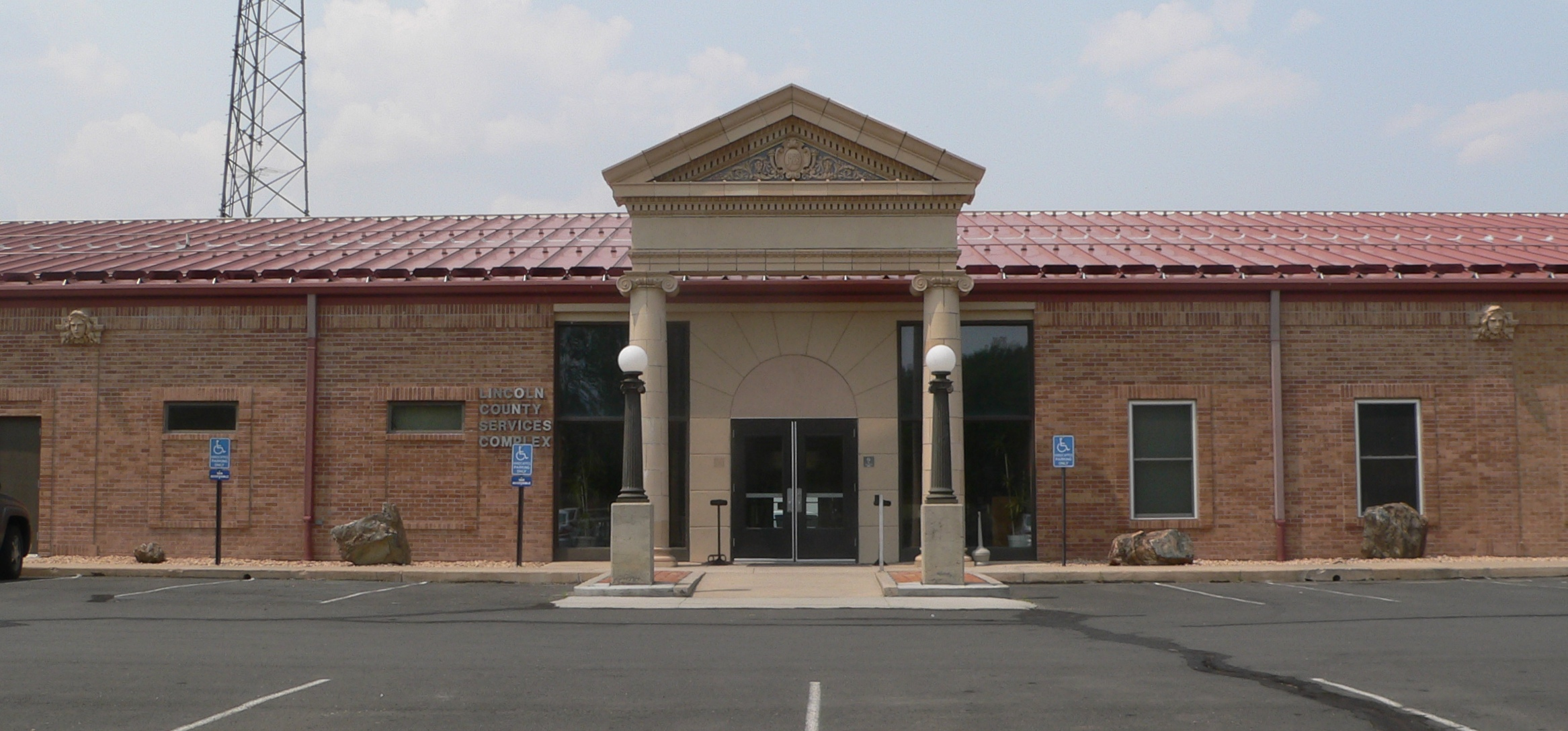
Lincoln County Courthouse